# زانگوزانگوین
زانگوزانگوین (به لاتین: Za’ngoza’ngoin) یک منطقهٔ مسکونی در جمهوری خلق چین است که در منطقه خودمختار تبت واقع شده‌است. زانگوزانگوین
- نفر جمعیت دارد.